# Neomuscina macrops
Neomuscina macrops är en tvåvingeart som beskrevs av John Otterbein Snyder 1949. Neomuscina macrops ingår i släktet Neomuscina och familjen husflugor.
Artens utbredningsområde är Venezuela. Inga underarter finns listade i Catalogue of Life.